# 因贝

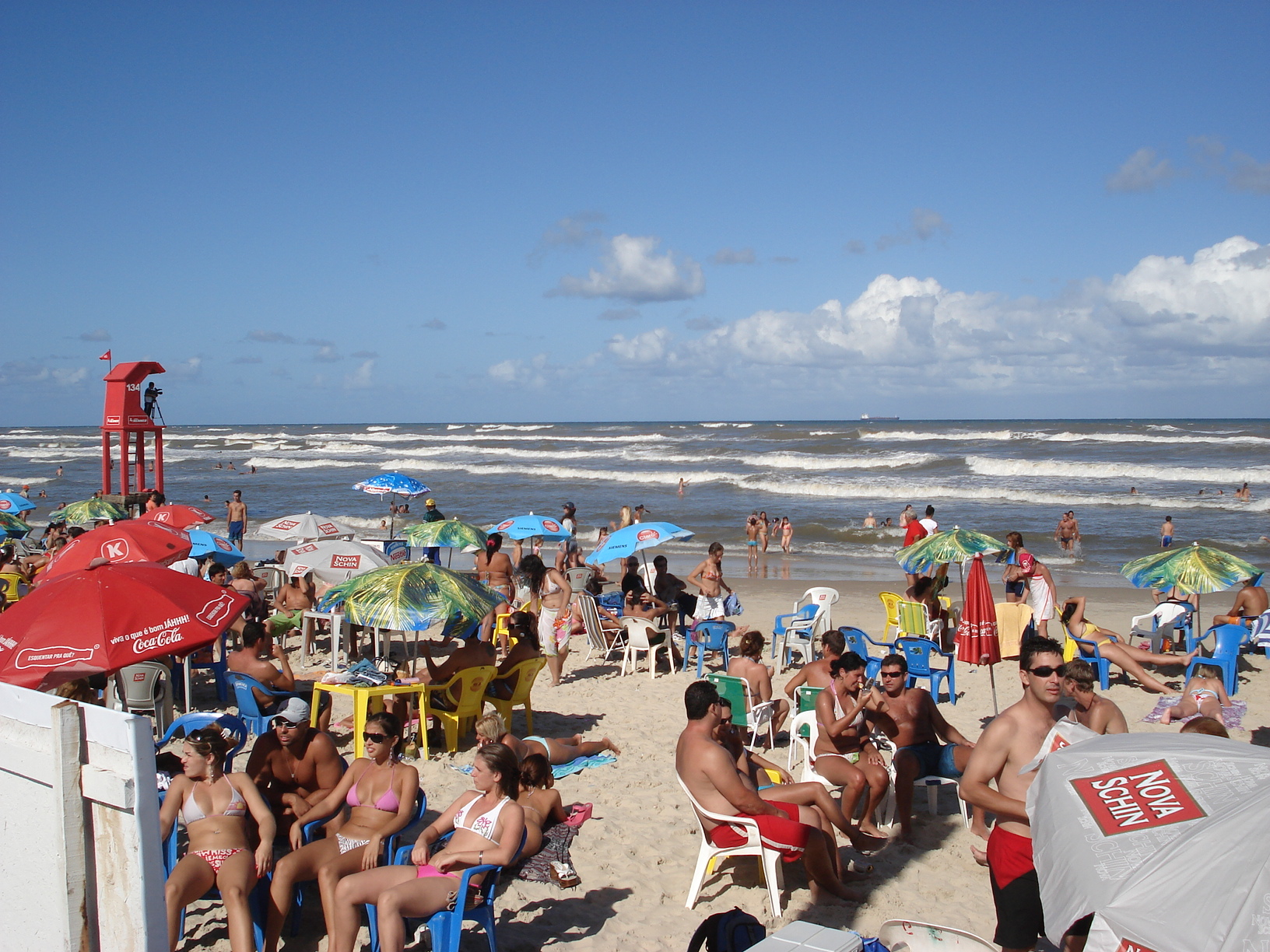
因贝

因贝（葡萄牙語：Imbé）是巴西南里奥格兰德州的一座沿海城市，距离州首府阿雷格里港约120公里，面积39.55平方公里，人口14,940人（2007年）。